# الأسود جميل

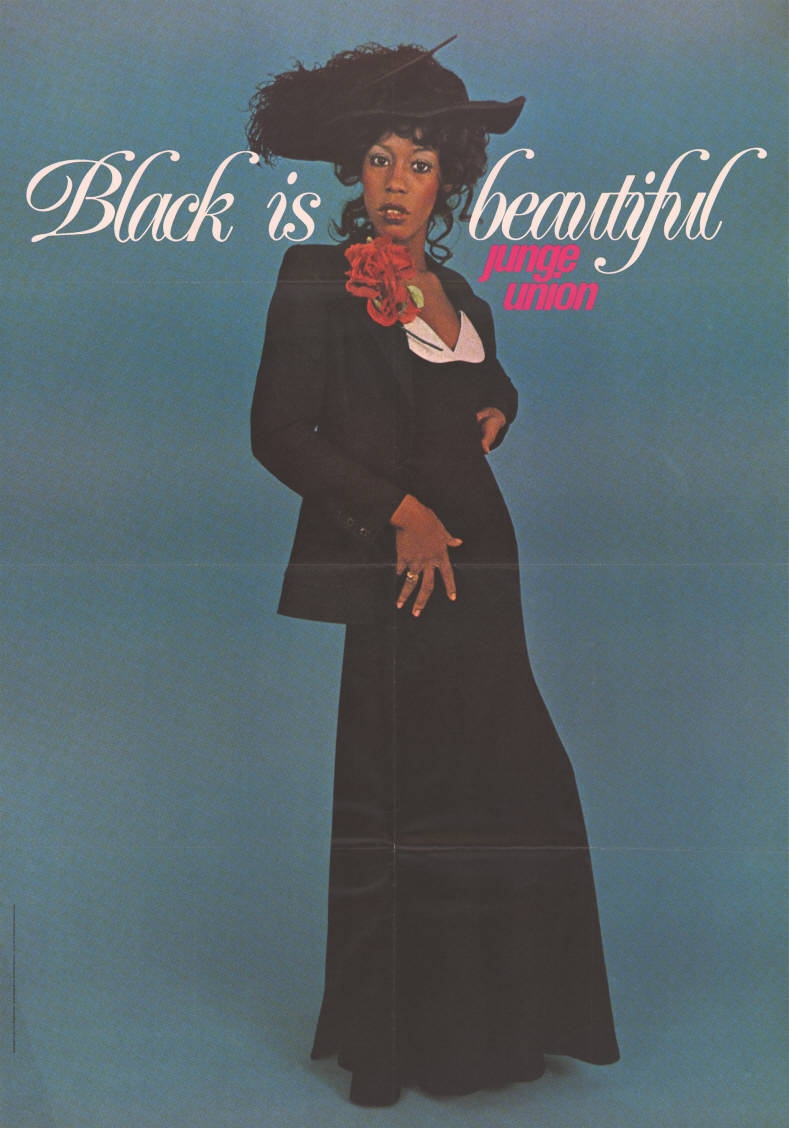
ملصق الأسود جميل في ألمانيا سنة 1974

الأسود جميل هي حركة ثقافية بدأت في الولايات المتحدة خلال ستينيات القرن الماضي على يد أمريكيين من أصول أفريقية. انتشرت الحركة لاحقًا خارج حدود الولايات المتحدة، خصوصًا عبر كتابات ستيف بيكو حول حركة الوعي الأسود في جنوب أفريقيا. تعود جذور حركة الأسود جميل إلى «الحركة الزنجية» في ثلاثينيات القرن الماضي، والتي جادلت حول أهمية الهوية العرقية لعموم أفريقيا بين المنحدرين من أصل أفريقي في جميع أنحاء العالم.
تهدف الحركة إلى إقصاء الفكرة العنصرية التي تنظر إلى ملامح السود الطبيعية مثل لون البشرة وسمات الوجه والشعر بكونها متأصّلة القبح. ساد الاعتقاد لوقت طويل بكون جون روك أول من ابتدع مصلح الأسود جميل خلال خطابه الذي ألقاه في عام 1858، إلا أن السجلات التاريخية تشير إلى أنه لم يستعمل تلك الجملة بالضبط في ذلك اليوم. كما شجعت الحركة أيضًا الرجال والنساء على التوقف عن محاولة محو سماتهم الشخصية التي تظهر انتماءهم الأفريقي، سواء عبر تصفيف شعرهم أو تفتيح البشرة. ادعى بيل آلن، وهو كاتب مستقل يعمل لدى وكالات إعلامية بكونه أول من اخترع المصطلح في خمسينيات القرن الماضي.
بدأت هذه الحركة ضمن محاولة للتصدي لفكرة العنصرية ضمن الثقافة الأمريكية التي تبرز كون السود بشكل عام أقل جاذبية أو مرغوبين بدرجة أقل من البيض. تشير الأبحاث إلى أن فكرة كون السود قبيحين تلعب عاملًا مدمرًا لنفسية الأمريكيين الأفارقة، مظهرة نفسها عنصرية داخلية. دخلت هذه الفكرة إلى قلب المجتمعات الأفريقية وأنتجت نوعًا من الممارسات مثل «حفلات أكياس الورق»: وهي مناسبات اجتماعية تميّز ضد الأفارقة ذوي البشرة الغامقة عبر اعترافهم فقط بالأفراد ذوي لون البشرة الفاتحة.

## تاريخ
على الرغم من بدء الحركة في ستينيات القرن الماضي، فإن الصراع من أجل الحقوق المتساوية والتصوّر الإيجابي لجسد الأمريكيين من أصل أفريقي يعود إلى فترات سابقة في التاريخ الأمريكي. تشكلت هذه الحركة نتيجة التصوّر السلبي للإعلام والمجتمع بأكمله لهيئة الأمريكيين السود ووصفهم بأنهم لا يليقون سوى بهيئة العبيد. بُنيت حركة الأسود جميل حول الصراع من أجل تصحيح الصورة النمطية المأخوذة عن هيئة الأمريكيين الأفارقة وإبطال جميع الأفكار السلبية التي تشكلت حولها على مدار التاريخ على أساس تفوّق البيض.
وصلت الحركة إلى مجال الموضة، إذ كان التأنق المبالغ فيه وسيلة لجذب احترام الناس من حولهم. يتوضح هذا المثال جليّا في حركة «الغندورية السوداء (شدّة التأنق)»، وهي حركة أزياء ذكورية وصفتها مونيكا ميلر في كتابها «عبيد إلى الموضة». في حين مُنع العبيد سابقًا من لبس الأقمشة الجميلة والفاخرة، اعتُبر تأنُق السود عبر التاريخ تصريحًا راديكاليًا يعبّر عن الفردانية والمساواة. تعرّضت حركة الغندورية السوداء للتّحور عبر السنين، متنقّلة من الملابس البسيطة إلى ما هو الآن مزيج من البساطة واللباس الصارخ، إضافةً إلى بصمة أفريقية وألوان قلبت مفاهيم الذكورة التقليدية.